# Elymus panormitanus
Elymus panormitanus là một loài thực vật có hoa trong họ Hòa thảo. Loài này được (Parl.) Tzvelev mô tả khoa học đầu tiên năm 1970.